# Weather with You
Weather with You (englisch für „Wetter mit dir“) ist ein Folk-Rock-Lied der australisch-neuseeländischen Rockband Crowded House. Das Stück entstammt ihrem dritten Studioalbum Woodface aus dem Jahr 1991.

## Hintergrund
Weather with You wurde von den beiden Crowded-House-Mitgliedern Neil und Tim Finn geschrieben. Neil Finn zeichnete darüber hinaus, zusammen mit dem späteren Crowded-House-Mitglied Mitchell Froom, auch für die Produktion zuständig.
Die Erstveröffentlichung von Weather with You erfolgte als Teil von Crowded Houses drittem Studioalbum Woodface am 21. Juni 1991. Fast sieben Monate später wurde das Lied als Single aus dem Album ausgekoppelt. Diese erschien erstmals am 17. Februar 1992 durch Capitol Records auf CD und ist in verschiedenen Ausführungen zu erwerben.

## Inhalt
Zu Beginn von Weather with You läuft das Lyrische Ich durch einen Raum in der fiktiven 57 Mount Pleasant Street in London und singt den Song Stormy Weather von Etta James. Im Refrain meint es, man solle überall, wo man hingeht, das Wetter mitnehmen.

## Musikvideo
Das Musikvideo zu Weather with You entstand unter der Regie von MacGregor Knox. Es zeigt die Bandmitglieder Neil Finn, Paul Hester und Nick Seymour, die an verschiedene Stränden in Victoria (Australien) (einschließlich Queenscliffe Borough) in diversen PKWs, darunter einem Fiat 600 Multipla, der einen kleinen „Sports Minor“-Wohnwagen und ein Ford Thunderbird „Bullet Bird“-Cabriolet hintersichherzieht. Bis Juni 2023 zählte es über elf Millionen Aufrufe bei YouTube.

## Besetzung
- Gesang und Leadgitarre – Neil Finn
- Rhythmusgitarre – Tim Finn
- E-Bass – Nick Seymour
- Schlagzeug – Paul Hester

## Rezensionen
Andrew Mueller von der britischen Musikzeitschrift Melody Maker meinte im Juni 1991 zu Weather with You, dass Crowded House „angenehm ironische Gefühle verkünden, haben aber keinerlei Haken haben, an denen sie ihr Herz aufhängen könnten“ („tout pleasingly wry sentiments but are entirely bereft of any hooks upon which to hang your heart“).

## Kommerzieller Erfolg

### Chartplatzierungen
Weather with You stieg am 29. Juni 1992 auf Platz 70 in den deutschen Singlecharts ein und erreichte am 31. August 1992 mit Rang 23 seine beste Platzierung. Bis zur Chartwoche vom 21. Dezember 1992 konnte sich das Lied 26 Wochen in den Top 100 platzieren. In den deutschen Airplaycharts erreichte das Lied für eine Woche die Chartspitze. Darüber hinaus erreichte die Single Top-10-Platzierungen in Großbritannien, Neuseeland und der Schweiz.
| ChartsChartplatzierungen     | Höchstplatzierung | Wochen |
| ---------------------------- | ----------------- | ------ |
| Australien (ARIA)            | 27 (8 Wo.)        | 8      |
| Deutschland (GfK)            | 23 (26 Wo.)       | 26     |
| Neuseeland (RMNZ)            | 9 (9 Wo.)         | 9      |
| Schweiz (IFPI)               | 8 (20 Wo.)        | 20     |
| Vereinigtes Königreich (OCC) | 7 (9 Wo.)         | 9      |

| ChartsJahrescharts (1992)    | Platzierung |
| ---------------------------- | ----------- |
| Schweiz (IFPI)               | 18          |
| Vereinigtes Königreich (OCC) | 78          |

### Auszeichnungen für Musikverkäufe
| Land/Region                  | Auszeichnungen für Musikverkäufe (Land/Region, Auszeichnung, Verkäufe) | Verkäufe |
| ---------------------------- | ---------------------------------------------------------------------- | -------- |
| Australien (ARIA)            | 4× Platin                                                              | 280.000  |
| Neuseeland (RMNZ)            | 3× Platin                                                              | 90.000   |
| Vereinigtes Königreich (BPI) | Platin                                                                 | 600.000  |
| Insgesamt                    | 8× Platin ·                                                            | 970.000  |

## Trivia
2015 wurde das Stück im Spielfilm Everest, in den Szenen im Basislager, eingespielt.